# Cerovec, Sevnica
Cerovec je naselje v Občini Sevnica.